# Oussama Hosni
Oussama Hosni (arabisch اسامه حسني, geb. 17. September 1992 in Tunis) ist ein tunesischer Handballer. Er spielte für RK Eurofarm Pelister in Nordmazedonien und die tunesische Nationalmannschaft.
Mit der Nationalmannschaft nahm er an den Olympischen Sommerspielen 2016 in Rio de Janeiro teil.

## Erfolge

### Nationalmannschaft
Afrikameisterschaften
- : 2018 Gabun
- : 2020 Tunis

Mittelmeerspiele
- : Tarragona 2018